# فرد جونستون
فرد جونستون (بالإنجليزية: Fred Johnston)‏ هو لاعب كرة قاعدة أمريكي، ولد في 9 يوليو 1899 في تشارلوت في الولايات المتحدة، وتوفي في 14 يوليو 1959 في تايلر في الولايات المتحدة.

## وصلات خارجية
- فرد جونستون على موقعبيزبول رفرنس.كوم (الدوري الرئيسي) (الإنجليزية)